# Jenny Slate
Jenny Sarah Slate (Milton, Massachusetts, 25 de março de 1982) é uma comediante, atriz e autora estadunidense, mais conhecida por interpretar Donna Stern na comédia dramática da A24 Obvious Child, pela qual venceu o Critics Choice Award de melhor atriz em filme de comédia, por interpretar Dora Skirth no filme Venom, e Mona-Lisa Saperstein na série de comédia da NBC Parks and Recreation.
Também é conhecida por sua carreira na televisão, com passagens por Saturday Night Live (2009–2010), além de seus trabalhos de dublagem em Bob's Burgers, A Vida Secreta dos Pets, The Lorax, Zootopia e na série de curtas Marcel the Shell with Shoes On, da qual também é coautora.
Em 2022, participou do aclamado filme Tudo em Todo Lugar ao Mesmo Tempo, dos Daniels, vencendo o Screen Actors Guild Award de Melhor Elenco em Cinema.

## Biografia
Slate nasceu em Milton, Massachusetts, filha de Ron, poeta e empresário, e de Nancy Slate, ceramista. Ela é a filha do meio e tem duas irmãs, Abigail e Stacey. Jenny foi criada em uma família judia. Sua avó nasceu em Cuba e foi criada na França.
Depois de se formar como oradora da turma na Milton Academy, frequentou a Universidade Columbia, onde se formou em Literatura. Lá, ajudou a formar o grupo de teatro de improvisação Fruit Paunch, participou do Varsity Show e conheceu Gabe Liedman, seu futuro parceiro de comédia. Formou-se em 2004.

## Carreira

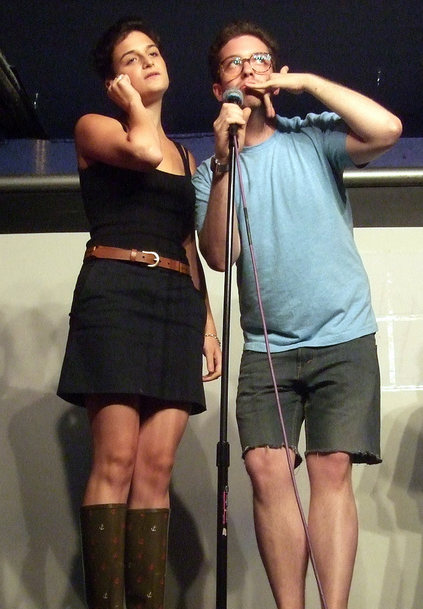
Slate se apresentando com Gabe Liedman em 2007

### Comédia stand-up e primeiros trabalhos
Slate e Gabe Liedman se conheceram em 2000, na Universidade Columbia. Formaram a dupla de comédia Gabe & Jenny. O espetáculo Big Terrific, com Liedman e Max Silvestri, foi eleito o melhor show de variedades de 2008 pela Time Out New York. O espetáculo foi apresentado semanalmente até 2015, quando o grupo anunciou o fim devido às agendas ocupadas.
Entre 2008 e 2009, Slate se apresentou no Upright Citizens Brigade Theater (UCBT), em Nova Iorque, e fez diversas participações em programas do VH1.
Em 2009, participou várias vezes do Late Night with Jimmy Fallon e teve um papel recorrente na série Bored to Death da HBO, ao lado de Zach Galifianakis e Jason Schwartzman.
Em setembro de 2012, foi anunciada como roteirista de um reboot da franquia Looney Tunes para a Warner Bros., em formato live-action e CGI.
Ainda em 2012, estrelou Obvious Child, de Gillian Robespierre, recebendo aclamação da crítica e vencendo o Critics Choice Award.

### Televisão
Sua primeira aparição em Parks and Recreation foi em 2013, no episódio "Bailout", como Mona-Lisa Saperstein. Em julho do mesmo ano, participou de Drunk History, narrando a história da Coca-Cola.
Fez participações em diversas séries como Bob's Burgers, Girls, The Whitest Kids U' Know, Important Things with Demetri Martin, Raising Hope e Kroll Show, onde interpretou Liz B no quadro PubLIZity.

### Saturday Night Live
Slate integrou o elenco do Saturday Night Live durante a temporada 2009–2010. Em sua estreia, acidentalmente proferiu um palavrão que foi ao ar ao vivo, sendo posteriormente removido das reprises.
1. ↑  «Jenny Sarah Slate». FamilySearch.org. Consultado em 11 de junho de 2016
2. 1 2  Cappadona, Bryanna (16 de janeiro de 2015). «Jenny Slate Is the Lead Actress in a Comedy Winner at the Critics' Choice Awards». Boston Magazine. Consultado em 8 de janeiro de 2021
3. ↑  «Jenny Slate On Her Career-Making Film 'Obvious Child'». web.archive.org. 23 de outubro de 2015. Consultado em 8 de janeiro de 2021
4. ↑  Fitzner, Ana. «Varsity Show Reach Exceeds Its Grasp». Consultado em 11 de junho de 2016
5. ↑  «Jenny Slate» Parâmetro desconhecido |acessdata= ignorado (ajuda)
6. ↑  «Jenny Slate, Gabe Liedman, and Max Silvestri on the End of Their Weekly Comedy Show, Big Terrific». Vulture (em inglês). Consultado em 8 de janeiro de 2021
7. ↑  Barrett, Annie (9 de novembro de 2009). «'Bored to Death': Jenny Slate, please come back». PopWatch. Entertainment Weekly. Consultado em 18 de agosto de 2010
8. ↑  «Former 'SNL' Star to Write 'Looney Tunes' Reboot Film (Exclusive)». Hollywood Reporter. 19 de setembro de 2012. Consultado em 11 de junho de 2016
9. ↑  Johnson, Kjerstin. «New short film is cute, quirky, and candid. And it's about abortion.». Bitch Magazine. Consultado em 18 de agosto de 2010
10. ↑  «Jenny Slate». Saturday Night Live. Consultado em 28 de setembro de 2009
11. ↑  «'Saturday Night Live' starts season with F-bomb». Associated Press. 28 de setembro de 2009. Consultado em 11 de junho de 2016. Cópia arquivada em 24 de agosto de 2010